# Pro Evolution Soccer 2013
 (juillet 2017).
Si vous disposez d'ouvrages ou d'articles de référence ou si vous connaissez des sites web de qualité traitant du thème abordé ici, merci de compléter l'article en donnant les références utiles à sa vérifiabilité et en les liant à la section « Notes et références ».
Pro Evolution Soccer 2013 (abrégé en PES 2013 et connu sous le nom de World Soccer: Winning Eleven 2013 en Asie), est un jeu vidéo de la série Pro Evolution Soccer développée et publiée par Konami. Le jeu est officiellement annoncé par Konami le 18 avril 2012.
La première démo est sortie officiellement le 25 juillet. Les équipes jouables sont l'Allemagne, l'Angleterre, l'Italie, le Portugal, le Fluminense FC, le Santos FC, le CR Flamengo et le SC Internacional.
La seconde démo est parue le 28 août sur Xbox 360, le 29 août sur PlayStation 3 et quelques jours après sur Windows. Onze équipes sont disponibles et le mode entrainement sera disponible.
Le jeu final est également sorti sur PlayStation 2, PlayStation Portable, Nintendo Wii et 3DS courant octobre et novembre 2012.

## Nouveautés

### FullControl
Le terme PES FullControl correspond à plusieurs nouvelles fonctions et améliorations qui permet de mieux contrôler les joueurs et le ballon dans PES 2013.
Pro Evolution Soccer a inventé le concept de liberté de mouvement. Le nouveau « PES FC » de PES 2013 va plus loin et offre une liberté totale en ce qui concerne le contrôle du ballon.
Premier toucher dynamique – PES 2013 propose de nouvelles façons de recevoir le ballon, entre autres : amortis, petite louche dans la course d’un attaquant… Le premier toucher de ballon est déterminant, et les joueurs peuvent maintenant effectuer un amorti à l’aide de la touche R2 pour réceptionner et contrôler une passe forte ou au contraire s’appuyer sur la rapidité d’une passe pour contourner un défenseur.
Modes de tir et de passe entièrement manuels - PES 2013 propose un mode de passe 100 % manuel, et pour la première fois un mode de tir lui aussi entièrement manuel qui permet aux utilisateurs de déterminer la hauteur et la puissance de chacun de leurs tirs. Il est possible de faire de longues passes à ras de terre sur lesquelles s’appuiera le destinataire pour définir entièrement la direction de son tir.
Il faut dorénavant faire preuve de talent et de précision pour maîtriser ses fonctions, mais les ballons peuvent toujours être envoyés dans les espaces pour permettre aux buteurs de s’exprimer.
Dribble – La vitesse de déplacement des joueurs a été ralentie pour être plus conforme à celle des vrais matches de football, mais la touche R2 permet aux joueurs d’adopter divers styles de conservation du ballon. Les joueurs peuvent modifier leur vitesse de dribble et conduire le ballon tout en se déplaçant dans un cercle de 360 degrés. Le nouveau système permet d'envoyer la balle au-delà d’un joueur et de récupérer le ballon avant lui, de lui faire un petit pont ou encore de profiter des appels des coéquipiers pour filer au but.
Une-deux entièrement manuel – Il est maintenant possible d'effectuer des une-deux en déplaçant le deuxième joueur dans n'importe quelle direction, permettant ainsi divers déplacement tactiques.
Défense réactive – Pour contrer les options d’attaque offertes par le nouveau système de dribble, il faut compter sur un système de défense équilibré. Les joueurs peuvent utiliser les touches R2 et X pour ralentir une attaque, deux appuis successifs sur la touche X dans le bon timing permettant de mettre en place un duel.
Le contrôle à 360 degrés permet aux joueurs de surveiller les appels et d’intercepter le ballon à partir d’une position parallèle, tandis que l’élément individuel permet à des défenseurs de renommée internationale de se servir de leur physique et de leur domination aérienne pour s’en emparer.
Gardiens de but – Les gardiens bénéficient d’un contrôle amélioré, tandis que la précision de leur distribution du jeu se voit affinée grâce à l’ajout d’une jauge de puissance au moment du lancer favorisant le lancement des contre-attaques.

### ID Player
L’identité de joueur se concentre sur les éléments et gestes propres à chaque joueur. Une centaine de joueurs dispose de mouvements « signature » comme Cristiano Ronaldo ou Lionel Messi.

### Pro Active AI
L’IA anticipatrice permet d’allier contrôle et réalisme, avec des joueurs clés qui réagissent et trouvent des espaces comme leurs modèles du monde réel.
Équilibre de jeu – L’équipe de développement a travaillé en collaboration étroite avec les fans de PES pour supprimer tout élément illogique dans le comportement des joueurs de PES 2013. Le système « IA anticipatrice », qui vise à procurer une expérience plus réaliste en améliorant les caractéristiques de vitesse et d’équilibre des joueurs, a donc été mis au point.
Précision tactique – L’équilibre de jeu entre attaque et défense a lui aussi été amélioré, avec une meilleure organisation collective lorsque l’équipe se déploie ou se replie, résultant en une difficulté accrue pour passer les lignes et de plus fortes probabilités de contre-attaque en raison de la meilleure réactivité des équipes.
« L’équipe de développement a travaillé en collaboration étroite avec de vrais gardiens afin d’améliorer considérablement le processus de décision de l’IA. »
Gardiens de but améliorés – L’amélioration des gardiens de but a été désignée comme l’amélioration la plus désirée par les fans de football et de PES 2013, et l’équipe de développement a donc travaillé en étroite collaboration avec de vrais gardiens de but pour améliorer le processus de décision de l’IA. Les réactions des gardiens de but correspondent maintenant mieux à la réalité : ils dégagent mieux le ballon et le renvoient plus facilement hors d’atteinte que dans des zones dangereuses.

### Become a Legend
Lorsqu'un joueur ne joue pas le match, il joue automatiquement un match d'entrainement comme dans l'opus 2010 qui avait disparu lors des opus 2011 et 2012.
Le calendrier sera divisé en deux demi-semaines. Le début et la fin d'une saison restent le mois d'août et de juillet.
Il y aura trois types de contrats possibles, les habituelles offres de transfert et offres de prolongation de contrat et les offres de prêts.
Les agents, eux, peuvent refuser les demandes que le joueur propose.
Les joueurs partant en retraite en mode Vers une Légende peuvent recevoir les titres de Platine, Or, Argent et Bronze, ou ne rien recevoir en fonction de leur palmarès.
Les entrainement seront plus larges avec un choix d'accessoires pour chaque capacité.
Contenu supplémentaire et autres options
- Immunité à la fatigue : en activant cette option, les joueurs ne seront plus affectés par la fatigue cumulée.
- Chouchou d'équipe nationale : en activant cette option, le joueur a plus de chances d'être appelé en sélection nationale.
- Plan de carrière : en activant cette option, les chances de jouer avec les clubs souhaités seront plus importantes.

#### Versions
Dans les versions PS2, PSP et Wii, les différentes modifications dans les championnats ne sont pas présentes : les noms n'ont pas changé, certains transferts de joueur ne sont pas actualisés, et seules quelques changements d'habillage dans les menus ont été instaurés (l'introduction n'est plus présente). Dans le même ordre d'idées, la mise à jour des licences, des maillots et stades n'est pas prise en compte - à l'exception de l'UEFA League - et s'approche de Pro Evolution Soccer 2009. Enfin, le mode en ligne n'est pas inclus dans la version PS2.

## Commentateurs
- Hansi Küpper et Wolff Fuss
- Jon Champion et Jim Beglin
- Carlos Martinez et Julio Maldonado
- Silvio Luiz et Mauro Beting
- Grégoire Margotton et Darren Tulett
- Pierluigi Pardo et Luca Marchegiani
- Jon Kabira, Masahiro Fukuda et Tsuyoshi Kitazawa
- Christian Martinoli et Luis Garcia Postigo
- Luis Pedro Sousa et Luís Freitas Lobo
- Hasan Mustan et Ali Kerim Öner

## Spots
2 publicités doivent exister la première c'était autour de l'Europe. dans la deuxième publicité, il a été diffusé au Brésil, mais cependant, la publicité est montrée aux 20 équipes brésiliennes en première division pour l'époque en 2012,le titre brésilien s'appelle Futebol Se Joga Com PES.